# Cronobacter
Cronobacter  ist eine 2008 neubeschriebene Bakteriengattung aus der Familie der Enterobacteriaceae. Die Typusart wurde 1980 von Farmer u. a. als Enterobacter sakazakii beschrieben und unter diesem Namen bekannt. Aufgrund von taxonomischen Fortschritten wurde im Jahr 2007 die Umbenennung in eine neue Gattung  Cronobacter  mit verschiedenen Arten vorgeschlagen und die neue Gattung 2008 publiziert.

## Eigenschaften
Cronobacter ist ein gramnegatives, weltweit vorkommendes und bewegliches  Stäbchenbakterium. Die typische Produktion eines gelben Pigmentes wurde zur Differenzierung genutzt. Da diese nicht bei allen Stämmen auftritt und außerdem von der Temperatur bzw. des Lichtes und des Mediums abhängig ist, ist diese Methode nicht zuverlässig. Einige Stämme weisen eine hohe Resistenz gegenüber Hitze, Trockenheit und osmotischem Stress auf. Außerdem ist durch die Bildung eines Biofilmes die Adhäsion an Oberflächen besonders aus Gummi, Silikon und Polykarbonat, aber auch, schwächer ausgeprägt, an Glas oder Stahl möglich.

## Vorkommen
Durch seine Eigenschaften kann Cronobacter praktisch überall vorkommen. Das Bakterium wurde sowohl im Oberflächen- als auch im Trinkwasser, im Boden, im Staub und bei Pflanzen und Tieren nachgewiesen. Auch wurden Kontaminationen an Küchengeschirr und gespülten Bierkrügen gefunden. In der Lebensmittelproduktion wurde Cronobacter sowohl in der Milchindustrie als auch bei der Herstellung von Schokolade, Frühstücksgetreideprodukten, Gewürzen, Kartoffel- und Nudelerzeugnissen sowie in Säuglingsnahrung nachgewiesen. Aufgrund der sensiblen Zielgruppe und gesetzlicher Vorgaben werden pulverförmige Säuglingsnahrungen besonders auf das Vorkommen von Cronobacter überwacht.

## Gesundheitliche Bedeutung
Cronobacter kann  zu Infektionen führen. Bei immungeschwächten bzw. älteren Menschen wurden vor allem Bakteriämien nach Operationen, Harnwegs- und Wundinfektionen sowie posttraumatische Knochen- und Gelenkinfektionen festgestellt. Besonders anfällig sind Frühgeborene und Säuglinge in den ersten acht Lebenswochen, bei denen eine Infektion zu Meningitis, Bakteriämien und nekrotisierender Enterokolitis (NEC) führen kann.  Das Auftreten von neonatalen Cronobacter-Infektionen ist allerdings sehr selten: Es wurden bisher weltweit nur rund 100 Fälle beschrieben. In der Literatur sind vor allem Infektionen bei immungeschwächten Frühgeborenen und Säuglingen durch Hygienefehler bei der Zubereitung und Aufbewahrung der Säuglingsnahrung  in Kliniken beschrieben worden.

## Plasmide
Plasmide sind ringförmige DNA-Abschnitte, die übertragbar sind und häufig die Virulenz bestimmter Bakterienstämme beeinflussen. Bei Cronobacter codieren die Plasmide pESA3 und pCTU1 aktive Siderophoren, mit denen die Bakterien die Eisenaufnahme verbessern. Bei der Invasion von Organismen ist die Eisenversorgung essentiell für Wachstum und Vermehrung der Bakterien. Das Plasmid pESA3 codiert Cpa, einen Faktor, welcher die Resistenz der Bakterien gegenüber Serum erhöht, indem es Komplement proteolytisch zerlegt, die Umwandlung von Plasminogen in Plasmin fördert und einen Plasmin-Inhibitor inaktiviert.